# Stanley Fish
Stanley Eugene Fish (* 19. April 1938 in Providence, Rhode Island) ist ein US-amerikanischer Literaturwissenschaftler und Jurist. Der emeritierte Dekan des College of Liberal Arts and Sciences und Professor für Englische Literatur und Rechtstheorie an der University of Illinois in Chicago lehrt seit 2005 als Professor für Geistes- und Rechtswissenschaften an der Florida International University in Miami.
Fish hat sich neben Arbeiten zu Literatur, Literaturwissenschaften und Linguistik im Allgemeinen und John Milton oder der Englischen Renaissance im Besonderen auch Themen aus der Psychoanalyse, der Philosophie oder der Rechtswissenschaften gewidmet.
Stanley Fish gilt als bedeutender neopragmatischer Betrachter der amerikanischen Gegenwartsgesellschaft, doch im deutschsprachigen Raum hat seine Arbeit bislang nur wenig Aufmerksamkeit erfahren. Auch seine Auseinandersetzung mit und seine Kritik an Jürgen Habermas, zuletzt von 2010 erregte in Deutschland kaum Aufsehen.
Fish wird gern der Postmoderne und dem „Neuen Historizismus“ zugerechnet, beschreibt sich selbst aber als „Anti-Fundamentalist“ (Anti-foundationalism).

## Leben
Fish wuchs in Providence, Rhode Island, als ältestes von vier Kindern in einer jüdischen Familie auf, die in einem Wohnblock einer typischen Arbeitersiedlung der unteren US-amerikanischen Mittelklasse lebte – Wurzeln, aus denen er nie einen Hehl machte und zu denen er sich stets explizit bekannte. Sein Vater, Max Fish, ein polnischer Jude, war Emigrant und Klempner, seine Mutter kam aus einer gebildeten Kürschnerfamilie. Das Paar heiratete in den frühen 1930er Jahren, obwohl die Familie der Mutter Bedenken wegen der sozialen Stellung von Fish hatte, der seit seiner Emigration im Alter von 15 Jahren keine Schule mehr besucht hatte.
Fish war das erste Familienmitglied, das ein College besuchte. 1962 promovierte er an der Yale University. Er thematisierte auch die Problematik seiner jüdischen Wurzeln, die ihn, nach eigener Aussage, am Anfang seiner Karriere behinderten, als er unter dem Anpassungszwang seiner mehrheitlich protestantischen Kollegen stand.
Fish ist mit der Literaturwissenschaftlerin Jane Tompkins verheiratet.

## Beruflicher Werdegang
Fish absolvierte sein Studium an der Universität von Pennsylvania und promovierte 1962 an der Yale University. Er lehrte Englisch an der University of California in Berkeley und an der Johns Hopkins University, bevor er von 1986 bis 1998 Professor für Englisch und Rechtswissenschaften an der Duke University war. Dies, obwohl er kein Jurastudium absolviert hatte.
Von 1999 bis 2004 war er Dekan des College of Liberal Arts and Sciences an der University of Illinois in Chicago. Er war auch in die Abteilungen für Politische Wissenschaft und Strafjustiz berufen, und als Vorsitzender des „Religious Studies Committee“ tätig.
Nach seinem Rücktritt als Dekan der University of Illinois aufgrund eines Streits mit dem Bundesstaat Illinois über die Finanzierung der Universität, unterrichtete Fish ein Jahr im Fachbereich Englisch. Das Institut für Geisteswissenschaften an der University of Illinois benannte eine Vortragsreihe nach ihm.
Im Juni 2005 nahm er die Position des Professors für Geistes- und Rechtswissenschaften an der Florida International University. Im November 2010 trat er dem Board of Visitors des Ralston Colleges bei, einer neu gegründeten Einrichtung mit Sitz in Savannah, Georgia.
Fish lehrte auch an der Benjamin N. Cardozo School of Law, University of California, Berkeley, Johns Hopkins University, der Columbia University und der Duke University.
Fish begann seine berufliche Karriere als Mediävist, sein erstes Buch von 1965 widmete sich jedoch dem Renaissance-Dichter John Skelton. In seinem teilweise biographischen Essay Milton, Thou Shouldst be Living at this Hour, enthüllte er, dass er durch reinen Zufall zu John Milton gekommen war: 1963 – als Fish als Assistenzprofessor an der University of California in Berkeley seine Karriere begann – wurde der junge Professor gebeten, einen Kurs über Milton zu leiten, ungeachtet der Tatsache, dass er bislang nie einen Milton-Kurs gehalten hatte. Als Ergebnis des Kurses schrieb er Surprised by Sin: The Reader in Paradise Lost, das 1967 erschien. Fishs Buch How Milton Works von 2001 reflektiert fünf Jahrzehnte Studium Miltons.